# Раквере
Раквере (ест. Rakvere, нем. Wesenberg или Wesenbergh, Везенберг) е град в Северна Естония, административен център на област Ляяне-Виру. Намира се на 20 km южно от Финския залив и на 98 km източно от столицата Талин. Население 17 328 жители към 10 април 2006 г.

## Побратимени градове
- Сигтюна, Швеция